# Найссоо, Уно Яанович
Уно Яанович На́йссоо (эст. Uno Naissoo; 25 марта 1928, Вильянди, Эстония — 5 января 1980, Таллин) — эстонский и советский композитор, педагог, музыкант-теоретик.

## Биография
Ученик Туудура Веттика и Хейно Эллера. В 1952 году окончил Таллинскую государственную консерваторию. В своих музыкальных произведениях сочетал элементы эстонского фольклора и джаза. Писал музыку к кинофильмам (например, к популярной картине «Последняя реликвия»), активно выступал в джазовых ансамблях. С 1952 преподавал в Таллинском музыкальном училище. С 1954 года член Союза композиторов Эстонии.
Похоронен на таллинском кладбище «Метсакальмисту».

## Сочинения

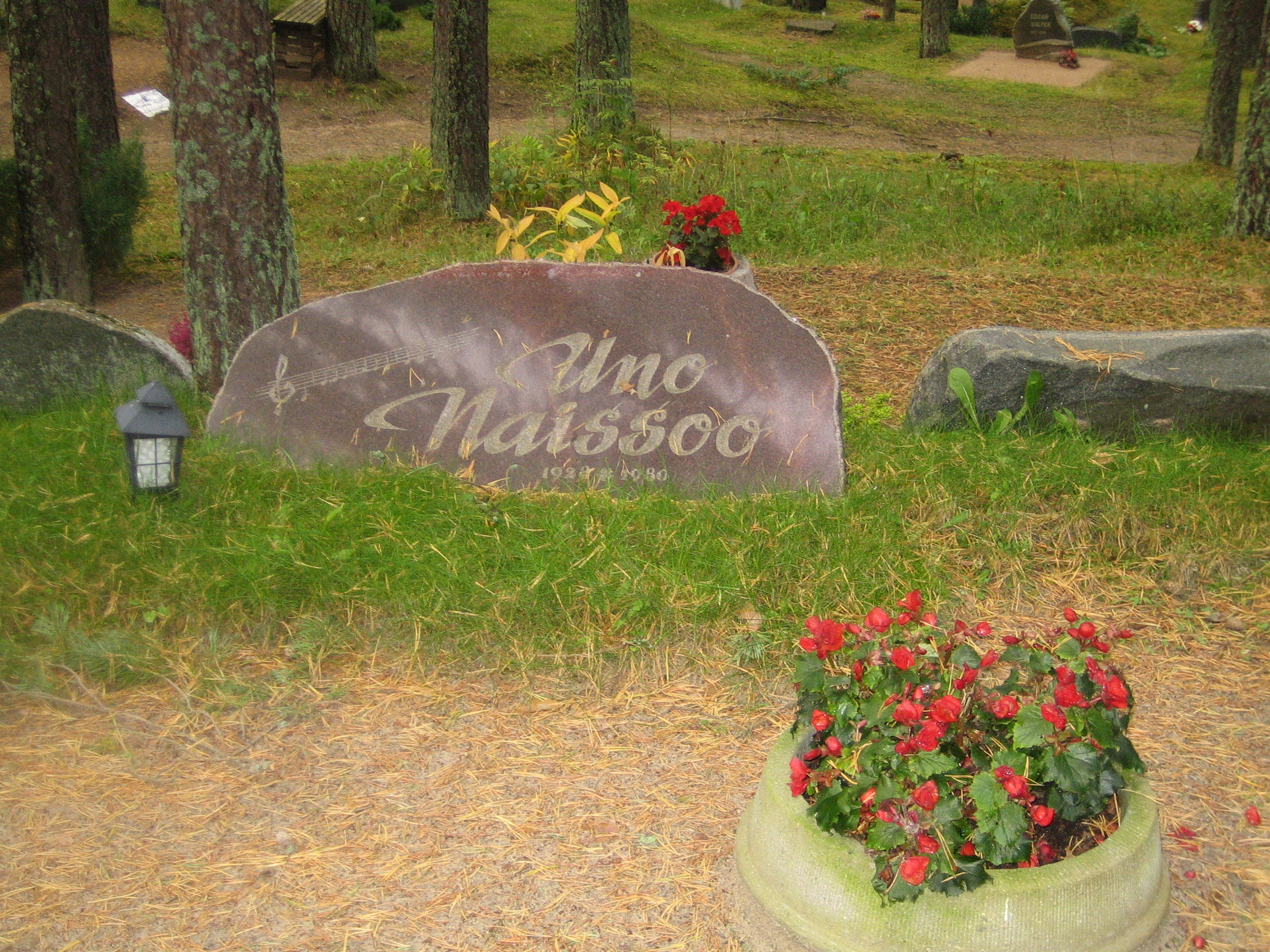
Могила Уно Найссоо на Лесном кладбище Таллина

- сочинения для симфонического оркестра: полька «Эстонский танец», симфоническая поэма «Дочь Сааремаа»
- сочинения для духового оркестра и оркестра народных инструментов
- сочинения для эстрадного оркестра
- сочинения для инструментов соло
- сочинения для хора с оркестром
- джазовые композиции, в т. ч. «Метрономия» (1961) и «Импровизация на эстонскую тему» (1962)
- рок-опера «Squirell»
- рапсодия для аккордеона с оркестром
- свыше 150 песен
- музыка для кино- и телефильмов
- лёгкие пьесы для фортепиано[3][4]

## Фильмография
- 1961 — Случайная встреча
- 1969 — Последняя реликвия
- 1970 — Украли Старого Тоомаса
- 1974 — Продолжение
- 1978 — День первый, день последний

## Награды и звания
- 1976 — Заслуженный деятель искусств Эстонской ССР
- 1976 — Государственная премия Эстонской ССР
- 1978 — Народный артист Эстонской ССР[1]